# Oxyopes arushae
Oxyopes arushae là một loài nhện trong họ Oxyopidae.
Loài này thuộc chi Oxyopes. Oxyopes arushae được Lodovico di Caporiacco miêu tả năm 1947.